# Uezde

Uezdes do Império Russo em 1897

Uezde (em russo: уе́зд) foi uma subdivisão administrativa do Grão-Ducado de Moscovo, do Império Russo e do início do SFSR russo, que estava em uso desde o século 13. Durante a maior parte da história da Rússia, os uezdes foram um nível secundário de divisão administrativa. Por sentido, mas não por etimologia, uezd corresponde aproximadamente ao termo em inglês condado.